# Хозяйственный магазин
Хозяйственный магазин (часто — магазин товаров для дома, DIY-магазин или Хозмаг) — специализированный магазин розничной торговли, в котором продают строительные, отделочные материалы и оборудование, товары для дома и сада.

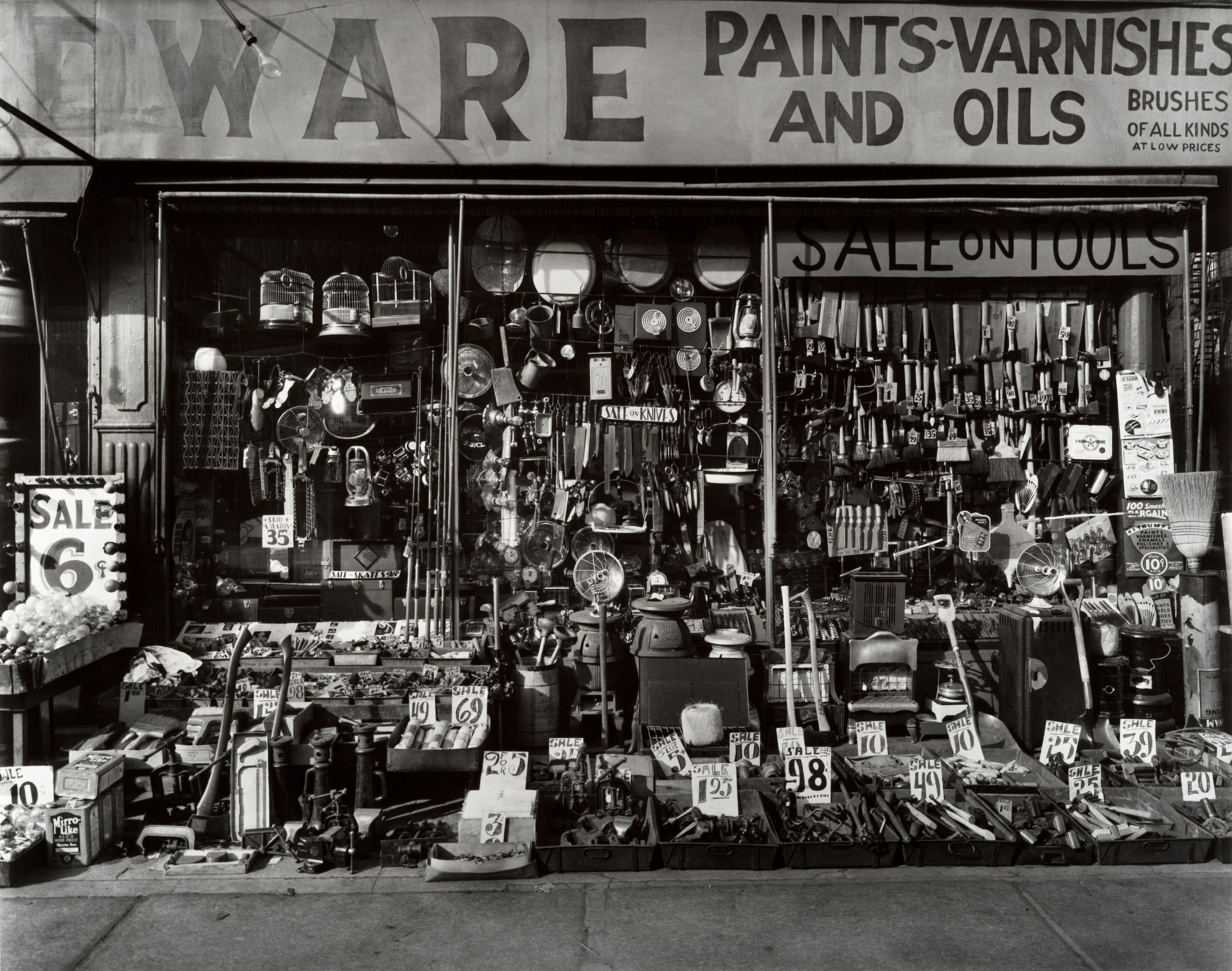
Хозяйственный магазин на Манхэттене, 1938 год

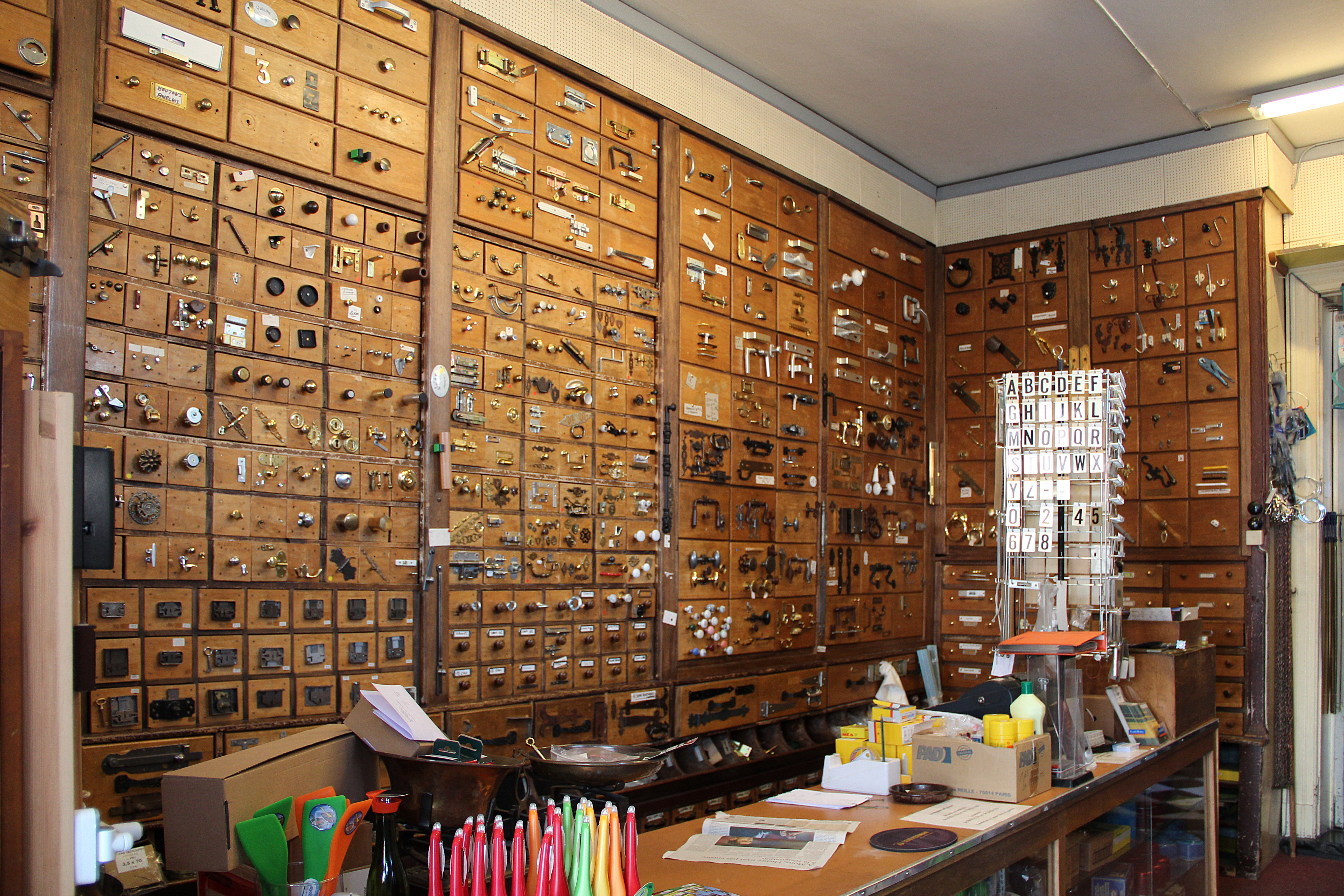
Интерьер небольшого традиционного хозяйственного магазина в Суаньи (Бельгия)

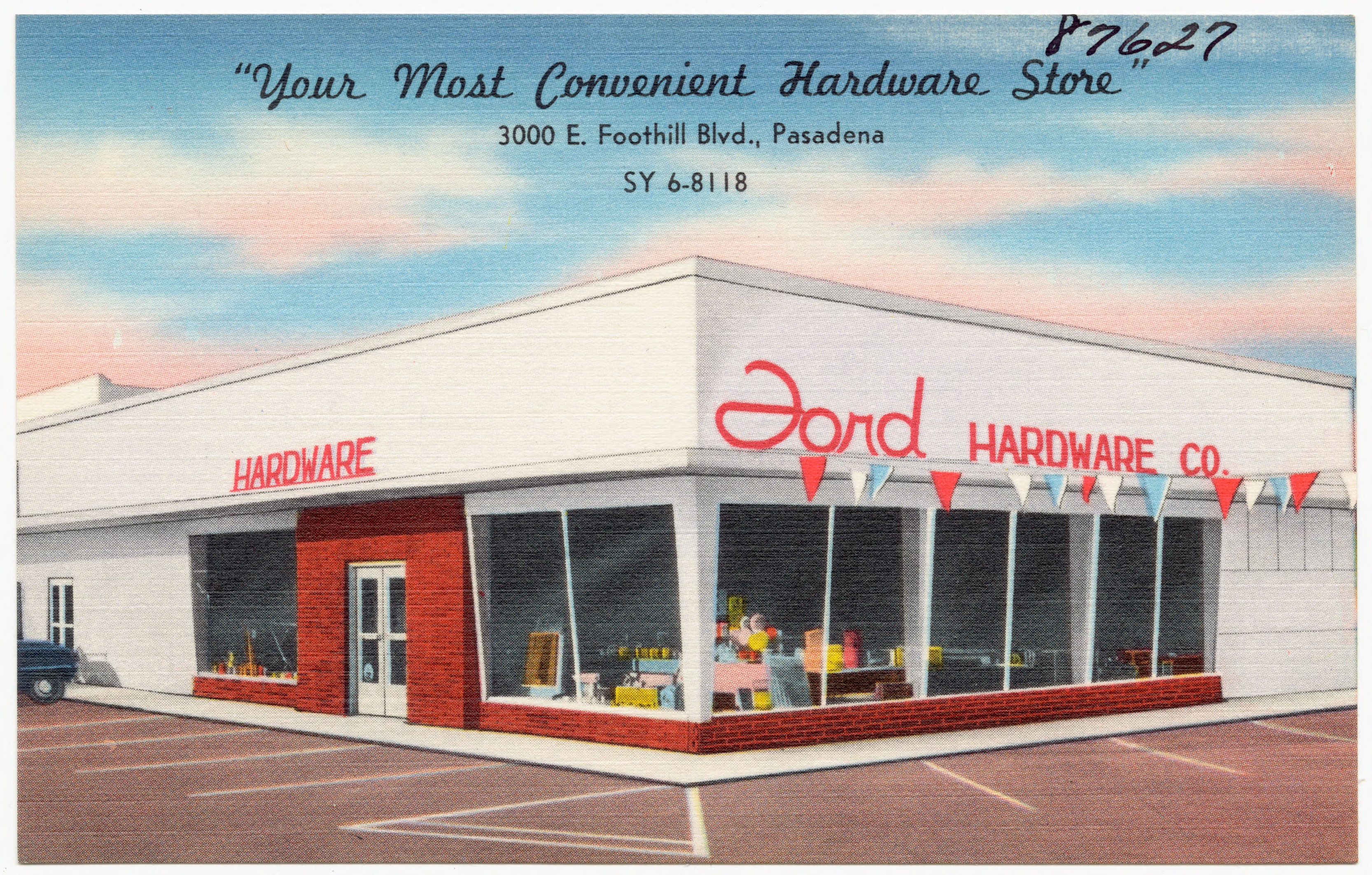
Открытка с примером типичного для США магазина в 1930—1940-е годы

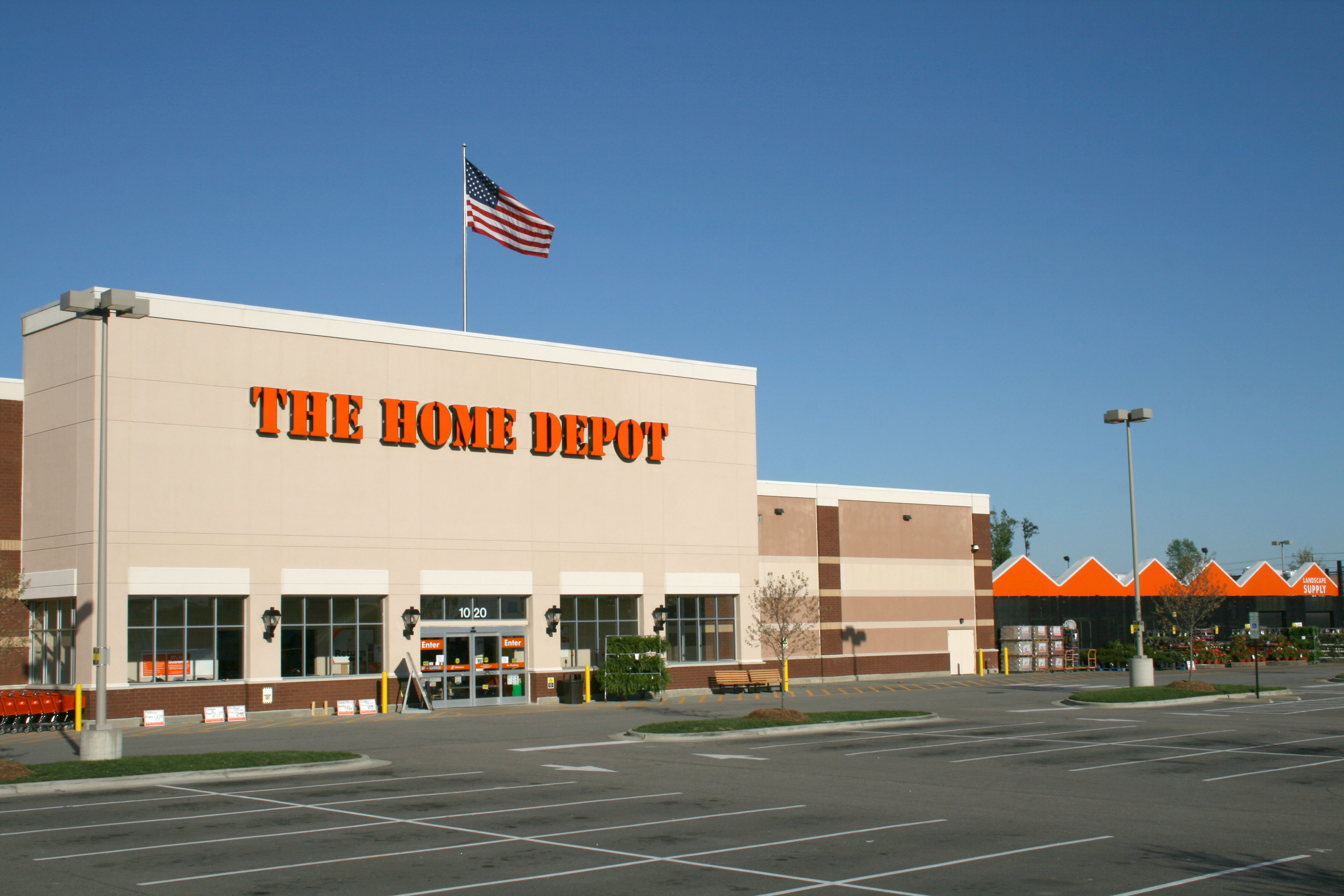
Магазин The Home Depot в штате Северная Каролина

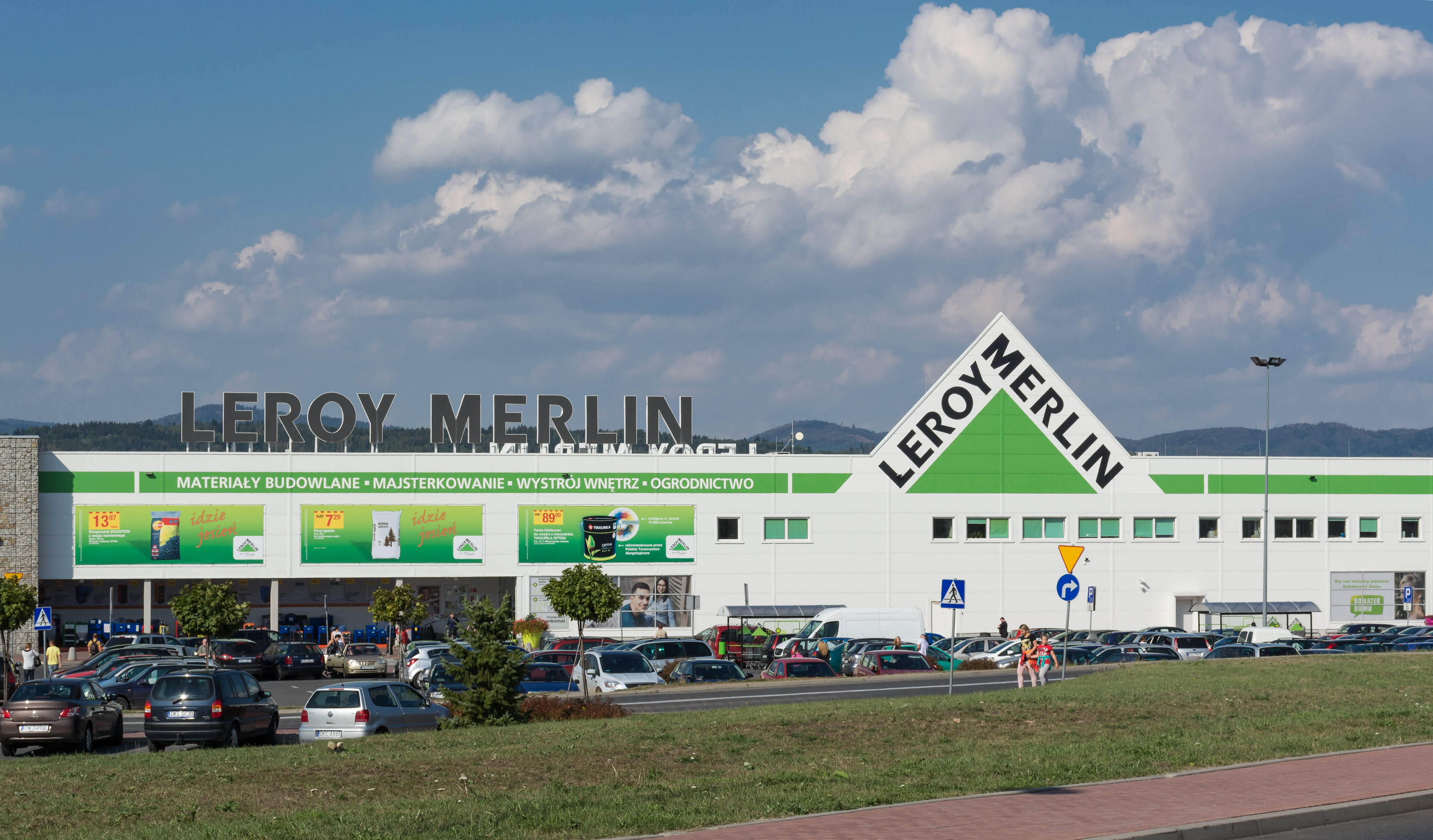
Магазин Leroy Merlin в Польше

## История
Современная розничная торговля строительными и отделочными материалами сформировалась под влиянием DIY-культуры. (англ. Do it yourself — «сделай сам»). Она распространилась после Второй мировой войны, когда на ликвидацию разрушений не хватало ни профессиональных рабочих, ни денег на их услуги. В 1970-е в США окончательно оформилось представление о DIY-магазинах как о потребительском сегменте, взамен прежнего — только для профессионалов.
До 1970-х продажи товаров для дома и ремонта происходили через специализированные, преимущественно небольшие магазины, что означало для покупателей необходимость собирать все необходимые товары у множества продавцов. С конца 1960-х появляются первые сетевые DIY-ретейлеры: В 1968 году запустилась западногерманская сеть Hornbach, в 1969 году заработали B&Q в Великобритании и Castorama во Франции, в 1970 году появилась западногерманская OBI.
Первоначально большинство магазинов этих компаний имели площадь не более 1000—1200 м² и зачастую практиковали прилавочную форму торговли, характерную для традиционных хозяйственных магазинов. Примером является французская сеть Leroy Merlin, возникшая как склад по распродаже имущества, оставшегося от американской армии, и только в 1966 году внедрившая в своих магазинах самообслуживание. В США ситуация развивалась по схожему сценарию, вплоть до появления в 1978 году сети The Home Depot, перенявшую у продуктовых ретейлеров (типа Wal-Mart) формат большого магазина складского типа. The Home Depot с ангарами площадью 9000-20000 м² стал ярким представителем формата hard discount DIY, предлагая максимум ассортимента по минимальным ценам в магазинах-складах, и экспортировал эту модель в соседние страны. Европейские ретейлеры стали копировать подход Home Depot и начали создавать суббренды для своих новых больших магазинов — B&Q Depot, Brico Dépôt.
В дальнейшем стало понятно, что востребован и формат «мягкого дискаунтера» или «гипермаркет DIY», где покупатели могут получить консультацию и дополнительные услуги. Так работают Lowe’s, Leroy Merlin, Castorama, Obi. Ассортимент этих магазинов включает большое число товаров для дома, поэтому многие ретейлеры определяют себя не как DIY-магазины, а как магазины товаров для дома (home improvement). В 1990 годы телешоу о домашнем ремонте ещё шире распространили идею, что ремонт своими руками является нормальной практикой.

## Ассортимент
В небольших хозяйственных магазинах и гипермаркетах товаров для дома и ремонта представлены товары как для общестроительных работ, так и для декорирования помещений. В зависимости от специализации конкретной торговой сети и размера магазина там представлены крепёж, стальные изделия, ручные и электроинструменты, абразивы, водопроводные, электрические и сантехнические изделия, химические материалы, краски и лаки, моющие средства, садовые товары.

## Северная Америка
На американском DIY-рынке доминирует небольшое число сетей. В 2014 году объём их продаж в США оценивался в $303 млрд, из которых приблизительно $221 млрд пришлось на «частников». Лидером является The Home Depot, второй по размеру игрок — Lowe’s; компании занимают 27,2 % и 18,4 % рынка, соответственно.
The Home Depot является также крупнейшим DIY-ретейлером в мире. Компания была основана в 1978 году и вышла на биржу в 1981 году. К началу 2015 года сеть включала 2269 магазинов в США, Канаде и Мексике. Рыночная капитализация компании превышает $150 млрд, в 2015 фискальном году чистая прибыль и выручка составили $6,3 млрд и $83,2 млрд, соответственно. Её акции входят в биржевой индекс S&P 500 и Промышленный индекс Доу Джонса.
В середине 2016 года Lowe’s завершает поглощение крупнейшей канадской сети Rona, Inc., контролирующей 15 % местного рынка. Кроме двух лидеров, в число крупнейших мировых ретейлеров входят американские сети Menards, Sherwin-Williams, Tractor Supply Company.

## Европейский союз
Размер европейского рынка в 2014 году составил €130,25 млрд, или 30,7 % от общемирового. Он поделён в основном крупными местными сетями из Германии, Франции и Великобритании, крупнейшая из них — Kingfisher — занимает третье место в мире, после The Home Depot и Lowe’s.
Практически исчерпав возможности для роста в Европе, ретейлеры начали открывать свои подразделения в Северной Африке и Южной Америке, а также предпринимают попытки поглощения конкурентов: Kingfisher пытался выкупить французскую Mr. Bricolage, австралийский ретейлер Wesfarmers купил британскую сеть Homebase.
| Компания              | Ключевой бренд                              | Страна происхождения | Выручка в 2014 году (млрд евро) |
| --------------------- | ------------------------------------------- | -------------------- | ------------------------------- |
| ADEO                  | Leroy Merlin                                | Франция              | 14,9                            |
| Kingfisher            | Castorama, Screwfix, Brico Dépôt, B&Q       | Великобритания       | 14,6                            |
| OBI                   | OBI                                         | Германия             | 5,8                             |
| Bauhaus               | Bauhaus                                     | Германия             | 4,9                             |
| Hornbach              | Hornbach                                    | Германия             | 3,3                             |
| Kesko                 | K-Rauta                                     | Финляндия            | 2,5                             |
| Zeus                  | Hagebaumarkt, WERKERS WELT, Floraland       | Германия             | 2,4                             |
| DT Group              | Silvan, Beijer Byggmaterial, Neumann, Stark | Дания                | 2,4                             |
| Rewe Group            | Toom Baumarkt                               | Германия             | 2,2                             |
| Home Retail Group     | Homebase                                    | Великобритания       | 1,9                             |
| Mr. Bricolage         | Mr. Bricolage                               | Франция              | 1,8                             |
| Bricomarché           | Bricomarché                                 | Франция              | 1,8                             |
| Intergamma            | Gamma, Karwei                               | Нидерланды           | 1,6                             |
| Maxeda                | Brico, Formido, Praxis                      | Нидерланды           | 1,3                             |
| Globus                | Globus                                      | Германия             | 1,3                             |
| Baumax                | bauMax                                      | Австрия              | 1                               |
| Eurobaustoff          | Eurobaustoff                                | Германия             | 0,9                             |
| Hellweg Baywa / BayWa | Hellweg, BayWa                              | Германия             | 0,9                             |
| Cofaq Group           | Cofaq                                       | Франция              | 0,8                             |
| EMV-Profi             | EMV-Profi                                   | Германия             | 0,8                             |

## Россия
По данным компании Infoline, российский рынок торговли строительными, отделочными материалами, товарами для дома и сада в 2015 году снизился на 5 % до 1,46 трлн рублей. По данным за 2013 год, сетевые магазины показывают прирост суммарной выручки превышающий среднерыночный показатель (18,0 % против 8,4 %) и постепенно вытесняют строительные рынки и традиционные небольшие магазины. По прогнозам РБК.research, доля магазинов современного формата достигнет к концу 2017 года 82 %.
В 2023 году рынок DIY в России вырос на 14 % относительно прошлого года и составил 6,8 трлн рублей.
Первым строительным гипермаркетом стал «Максидом», открывший свой первый магазин в Санкт-Петербурге ещё в 1997 году. В 2003 году на российский рынок вышла сеть OBI, в 2004 году — Castorama и Leroy Merlin. К 2016 году доля 10 крупнейших сетей по продаже товаров для дома и ремонта выросла до 27,5 %; по прогнозам, в 2016 году их доля вырастет до 32 %. Продажи у большинства региональных сетей снижаются быстрее рынка, поскольку крупнейшие международные и федеральные российские сети, выходя в регионы, перетягивают на себя трафик. В 2015 году из 300 универсальных торговых сетей 84 сократили торговые площади, выросли только 40. На российском рынке доминируют иностранные компании, они же растут быстрее остального рынка. Лидер по числу магазинов и самая быстрорастущая сеть в стране по итогам 2015 года — Leroy Merlin — с 2002 по 2012 год инвестировала в российский рынок 630 млн евро.
| Бренды магазинов                        | Основное юридическое лицо                        | Выручка в 2023 году (млрд. рублей, без НДС) | Динамика выручки, 2023/2022 |
| --------------------------------------- | ------------------------------------------------ | ------------------------------------------- | --------------------------- |
| Лемана ПРО (Leroy Merlin)               | ООО «Ле Монлид»                                  |                                             |                             |
| OZON                                    | ООО «Интернет Решения»                           |                                             |                             |
| ВсеИнструменты.ру                       | ООО «ВсеИнструменты.ру»                          |                                             |                             |
| Петрович                                | ООО «СТД Петрович»                               |                                             |                             |
| Строительный двор, Теплоотдача, Половик | ООО «Строительный двор» (ГК «Строительный Двор») |                                             |                             |
| Wildberries                             | ООО «Вайлдберриз»                                |                                             |                             |
| СатурнСтройМаркет                       | ЗАО «Сатурн» (ГК «Сатурн»)                       |                                             |                             |
| Бауцентр, БСМ                           | ООО «Бауцентр Рус» (ГК «Бауцентр»)               |                                             |                             |
| Максидом, Castorama                     | ООО «МАКСИДОМ», ООО «Касторама Рус»              |                                             |                             |
| Яндекс Маркет                           | ООО «Яндекс»                                     |                                             |                             |
| OBI                                     | ООО «ОБИ ФЦ»                                     |                                             |                             |
| Мегамаркет                              | ООО «Маркетплейс»                                |                                             |                             |
| Мегастрой                               | ООО «Агава»                                      |                                             |                             |
| Стройландия                             | ООО «Стройландия.Ру»                             |                                             |                             |